# Sterling Yateke
Sterling Siloe Yateke (* 15. September 1999 in Bangui) ist ein zentralafrikanischer Fußballspieler.

## Karriere
Yateke spielte bis 2017 für Rèal Comboni. Zwischen 2017 und 2018 spielte er in der Yong Sports Academy in Kamerun. Im August 2018 wechselte er nach Finnland zum Turku PS.
Sein Debüt in der Veikkausliiga gab er im selben Monat, als er am 24. Spieltag der Saison 2018 gegen den Vaasan PS in der Startelf stand und in der 64. Minute durch Oskari Jakonen ersetzt wurde. Seine ersten vier Tore für Turku erzielte er ebenfalls im August 2018 bei einem 4:1-Sieg gegen den PS Kemi Kings.
Zu Saisonende stieg er mit dem Verein nach verlorener Relegation gegen den Kokkolan Palloveikot aus der höchsten finnischen Spielklasse ab. Daraufhin wechselte Yateke im Januar 2019 zum österreichischen Bundesligisten FK Austria Wien. Nach fünf Einsätzen in der Bundesliga wurde er im Februar 2020 nach Kroatien an den HNK Rijeka verliehen. Während der eineinhalbjährigen Leihe absolvierte der Stürmer 28 Partien in der 1. HNL, in denen er zwei Tore erzielte.
Zur Saison 2021/22 kehrte er wieder nach Wien zurück, wo er allerdings in den Kader der Zweitmannschaft eingegliedert wurde. Nach der Saison 2021/22 verließ er die Austria dann nach dreieinhalb Jahren. Im Anschluss wechselte er im August 2022 nach Dänemark zum Zweitligisten FC Helsingør.